# Antioh al IV-lea

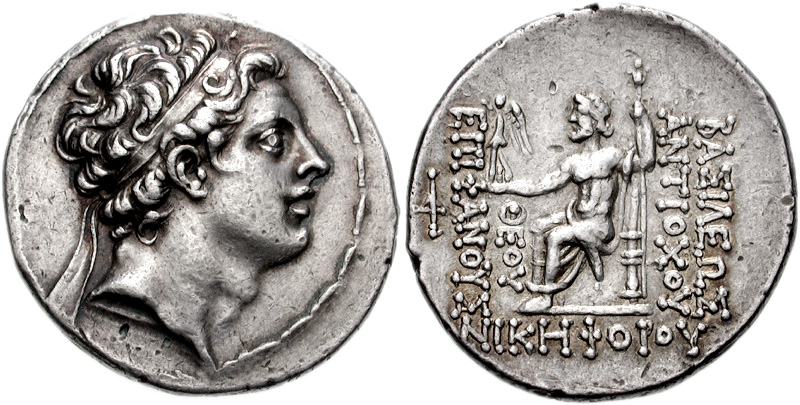
Monedă cu efigia lui Antioh al IV-lea Epiphanes; pe verso - o inscripție în greacă ΘΕΟΥ ΕΠΙΦΑΝΟΥΣ ΝΙΚΗΦΟΡΟΥ / ΒΑΣΙΛΕΩΣ ΑΝΤΙΟΧΟΥ - Regele Antioh, Zeu manifest, purtător al victoriei)

Antioh al IV-lea Epifanes (Antiochus al IV-lea Epiphanes, adică „Zeul manifest”, în greacă Ἀντίοχος Δ΄ ὁ Ἐπιφανής, numele la naștere: Mithridates, c.215 î.Hr. - 164 î.Hr) a fost regele elenistic grec-macedonian al Imperiului Seleucid sau al Siriei Seleucide între anii 175-164 î.Hr. El a fost fiul lui Antioh al III-lea, cunoscut și ca Antiohie cel Mare (Antiohos Megas)  
În timpul domniei sale principalele evenimente au fost campania sa în Egipt, persecutarea evreilor din Iudeea și Samaria și Revolta Macabeilor.
A fost cel dintâi rege seleucid care a bătut monede cu epitete divine alăturate efigiei sale, poate inspirat de regii elenistici bactrieni sau de cultul personal instituit de tatăl său, Antioh al III-lea. Epitetele pe care le-a adoptat au fost Θεὸς Ἐπιφανής (Theos Epiphanes - Zeul manifest) și, după eșecul campaniei în Egipt -  Νικηφόρος  (Nikeforos), adică „Aducător al victoriei”. A încercat să coboare în popor, frecventând băile publice și serviciile municipale, dar comportamentul său excentric și capriciile sale i-au făcut pe contemporani să-l poreclească „Epimanes” (Nebunul), joc de cuvinte cu titlul Epiphanes.

## Biografie

### Originea și părinții
Antioh al IV-lea avea rădăcini greco-macedonene și persane. El s-a născut sub numele de Mitradate ca fiu al lui Antioh al III-lea cel Mare și al reginei Laodiceea (Laodike) a III-a din  Pont. 
- Antioh al III-lea era fiul lui Seleucus al II-lea Calinnicus și al verișoarei acestuia, Laodica a II-a, fiind un urmaș al dinastiei greco-macedonene a Seleucizilor. Această dinastie a fost întemeiată de Seleucus I Nicator, unul din diadohi - comandanții de oaste ai lui Alexandru cel Mare.
- Laodiceea a III-a era fiica regelui Pontului, Mitridate al II-lea și al Laodicei, fiica lui Antioh al II-lea. Dinastia regilor din Pont a fost întemeiată de Mitridate I Ctistos, o rudă al lui Darius al III-lea, care, la rândul său, se trăgea din Otanes, un membru al dinastiei Ahemenizilor, ai cărui urmași au fost un timp satrapi ai Capadociei.

Antioh al III-lea și Laodica erau verișori primari (având ca bunici comuni pe Antioh al II-lea Teos și Laodica I). Căsătoria între rude era monedă curentă în lumea elenistică, fiind preluată de la perșii cuceriți. Ceremonia nunții celor doi a avut loc in anul 222 î.Hr. în orașul Seleucia Zeugma, de pe Eufrat (în zilele noastre în zona Gaziantep din Turcia).

### Copilăria și tinerețea
Antioh al IV-lea s-a născut prin anul 215 î.Hr., numele lui la naștere fiind Mitridat. El era al treilea fiu al regelui Antioh al III-lea, după fratele mai mare, Antioh, și cel mijlociu, Seleucus. Din acest motiv el avea la început puține șanse de a moșteni coroana. Frații săi mai mari au luat parte activă la conducerea treburilor imperiului. În anul 210 î.Hr fratele mai mare Antioh a devenit co-regent al tatălui său, iar în anul 193 î.e.n. a fost numit și guvernator general al Mediei și celorlalte „satrapii de sus” din estul imperiului (Bengtson 1982) .În acelaș an, însă, el a murit pe neașteptate, la vârsta de 27 ani, (Bengtson) (Tit Liviu 35,15). Prin forța acestor împrejurări, Seleucus a devenit mâna dreaptă a lui Antioh al III-lea (Tit Liviu 35, 15)
Conform cu condițiile păcii de la Apamea  din 188 î.Hr., Antioh, care în vremea aceea se numea încă Mitradate, a fost trimis de tatăl său, Antioh al III-lea, ca ostatec la Roma. El a trăit acolo zece ani, până ce în anul 178 î.Hr. a fost înlocuit ca ostatec cu nepotul său Demetrios, (viitorul Demetrios I Soter). 
El a trăit apoi vreo trei ani la Atena, unde a adoptat o postură de democrat, s-a încetățenit și a fost chiar ales într-o slujbă publică.

### Urcarea pe tron
După moartea lui Antioh al III-lea, Seleucus s-a proclamat rege sub numele de Seleucus al IV-lea. Cu ajutorul Atalizilor și al Pergamului Mitridat-Antioh  s-a ridicat ca pretendent la coroana seleucidă împotriva fratelui său Seleucos. În cele din urmă Seleucos al IV-lea a fost însă asasinat de ministrul său, Heliodor, care a uzurpat tronul.
Regele Eumenes al II-lea al Pergamului, care în trecut i-a ajutat pe romani contra lui Antioh al III-lea, căuta acum să stabilească acum relații de prietenie cu Seleucizii, mai ales după ce Seleucos al IV-lea se apropiase de Fernakes, regele Pontului, care era rivalul Pergamului în lupta pentru hegemonie în Asia Mică.
H, Din cauza ambițiilor sale de a restaura puterea Imperiului Seleucizilor în regiune. El întârzia și cu plata despăgubirilor de război către Roma, Heliodor părea în ochii regelui Pergamului și al romanilor un om primejdios.
În 175 î.Hr. cu sprijinul Pergamului, fostul Mitridat, numit de acum Antioh al IV_lea a izbutit să-l înlăture de la putere pe Heliodor. El, de fapt, s-a substituit moștenitorului legitim al tronului, prințul Demtrios, aflat încă ostatic la Roma. Antioh s-a proclamat co-regent împreună cu copilul minor al răposatului Seleucos, și nepot al său, numit și el Antioh, a luat de soție pe mama acestuia, văduva fratelui său, și a ordonat de îndată execuția asasinului lui Seleucos, Heliodoros . 
După Appian Antioh a fost poreclit de către popor „Epiphanes” (Cel care s-a arătat), deoarece înlăturându-l pe uzurpator, s-a arătat a fi regele legitim. Antioh însă, s-a autodenumit Theos Epiphanes (adică Zeul care s-a arătat) și l-a îndepărtat pe nepotul său de la conducere. Asasinarea nepotului în anul 170 î.Hr. s-a făptuit probabil din inițiativa sa.

### Politica externă
Antioh și-a asigurat alianțe externe cu puteri elenistice ca Pergamul și Rodos, precum și cu mai multe orașe grecești, prin acordarea de donații și daruri luxoase. Între altele, a construit la Atena un monumental templu Olimpeion. Autoritatea sa s-a bucurat de recunoașterea Romei, mai ales că în 173 î.Hr. a ajuns cu romanii la un acord de prietenie, a reglat datoriile rămase din neplata unor despăgubiri stabilite prin pacea de la Apameia și a sprijinit politica romană îndreptată contra Macedoniei.

### Campania din Egipt

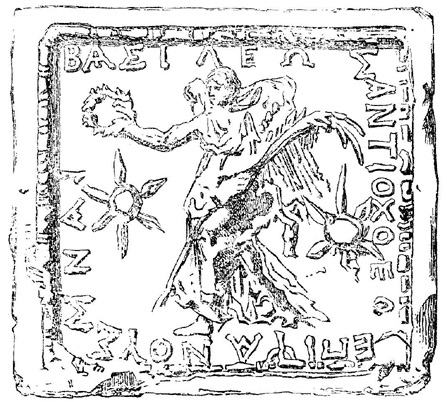
Mină a lui Antioh al IV-lea

În anul 170 î.Hr. tutorii regelui Egiptului, Ptolemeu al VI-lea au cerut lui Antioh să restituie „Coelesyria” Egiptului. Antioh a lansat atunci  un atac preventiv împotriva Egiptului lagid. Aceasta a reprezentat începutul așa numitului „Al Șaselea război sirian” (169-168 î.Hr)  în cursul căruia, după victoria de la Pelusium, Antioh al IV-lea a cucerit întreaga Deltă a Nilului , a asediat și cucerit Alexandria și l-a luat prizonier pe regele Ptolemeu al VI-lea. Pentru a nu alarma pe romani, el a nu l-a detronat pe rege, ci l-a lăsat pe tron ca un fel de rege marionetă. După ce Antioh, care și-a adăugat epitetul  Nikephoros (Victoriosul), a părăsit Egiptul, la Alexandria a fost înscăunat un nou rege, Ptolemeu al VIII-lea. Frații Ptolemei s-au înțeles să guverneze împreună pentru a evita un război civil. 
Atunci Antioh, nemulțumit, în 168 î.Hr. a atacat din nou Egiptul și a trimis și o flotă militară cu scopul de a cuceri Ciprul.
Situația din Egipt a îngrijorat însă și Roma, care nu putea accepta reconstituirea unui mare imperiu grecesc. 
Încă înainte ca Antioh să ajungă din nou la Alexandria, în așa numita Zi de la Eleusis, un trimis al Romei, venerabilul proconsul Gaius Popillius Laenas, i-a predat regelui seleucid un ultimatum amenințător din partea Senatului Romei prin ca îi cerea să-și retragă trupele din Egipt și din Cipru,  ori să se considere în stare de război cu Republica Romană.  Antioh a promis sa discute aceasta cu sfetnicii săi, dar atunci ambasadorul roman a trasat un cerc in jurul lui Antioh, spunand: «Înainte de a ieși din acest cerc, vreau să răspunzi Senatului Romei.». Văzând aceasta, Antioh a decis sa evite o confruntare militară cu romanii, care tocmai au supus Macedonia, transformând-o în provincie romană. Abia după ce a primit răspunsul pozitiv al lui Antioh, Popillius a acceptat să-i strângă mâna. Retragerea lui Antioh din Egipt și din Cipru au fost un semn limpede al creșterii influenței Romei în estul Mediteranei 

### Macabeii
Siria Seleucidă, ca și Egiptul lagid înaintea ei, a exercitat în Iudeea o stăpânire relativ tolerantă, respectând datinile evreilor și protejându-le instituțiile.  
Această politică a fost schimbată în mod drastic în rău de către Antioh al IV-lea, care a prigonit cultul iudaic, a promovat o elenizare agresivă și a provocat astfel mari nemulțumiri în popor.
După autorii Cărților Macabeilor în vreme ce Antioh era ocupat cu campania în Egipt, s-a răspândit în Iudeea zvonul ca ar fi fost ucis.
Marele preot evreu Iason, care fusese înlăturat din funcție, a adunat o forță de 1,000 luptători și a atacat prin surprindere Ierusalimul. Marele preot Menelau, numire a lui Antioh, a fost nevoit sa fugă din capitală. Întorcându-se mânios din Egipt în 167 î.Hr., după umilința suferită de la romani, Antioh a asaltat Ierusalimul și l-a restaurat pe protejatul sau, Menelau. Un număr de evrei rebeli au fost executați.
„Iar după ce a aflat regele acestea ce s-au făcut, a socotit ca iudeii s-au răzvrătit; pentru aceea, pornind din Egipt, cu mânie de fiară salbatică a luat cetatea cu năvală.
Și a poruncit ostașilor să taie fără de milă pe cei care le sunt înainte și pe cei care se suie în case, să-i omoare. Deci au fost omorâți tinerii și bătrânii, bărbații și femeile și feciorii au pierit, și fecioarele și pruncii au fost junghiați. Astfel că în trei zile optzeci de mii au fost tăiați, iar alții, cam tot atâti câți cei tăiați, au fost vânduți.”
 (Macabei II, 5:11-14)
Antioh a hotărât să sprijine  pe evreii elenizați pentru a  restaura ordinea și a-și întări controlul în țară. El a scos in afara legii riturile și tradițiile iudaismului și a ordonat impunerea cultului lui Zeus ca zeu suprem, inclusiv în incinta Templului din Ierusalim.  
Măsurile luate de Antioh erau considerate de evrei drept o blasfemie  
În fața refuzului iudeilor de a accepta cultul impus prin forță, Antioh a trimis o oaste cu misiunea de a impune noua ordine. Ierusalimul a fost cucerit, și a suferit mari distrugeri, mulți iudei au fost măcelăriți, și în oraș a fost instalată un polis elen și o fortăreață greacă numită Akra.
În mod tradițional, asa cum este descrisă în Cărțile I și II ale Macabeilor, Răscoala Macabeilor este privită ca o mișcare de rezistenta națională contra împilării politice și culturale. În epoca modernă au fost lansate noi opinii, după care regele elen a intervenit de fapt într-un război civil între evreii tradiționaliști, aflat mai ales la țară, și cei elenizați din Ierusalim. (Telushkin, Sarah Iles Johnston, Joseph P. Schultz) 
Ceea ce ar fi fost din multe puncte de vedere un razboi civil ar fi escaladat în momentul când autoritățile seleucide au luat partea evreilor elenizanți în conflictul lor cu evreii traditionaliști. Interzicerea cultului iudaic ar fi fost un caz fără precedent în politica Seleucizilor în raport cu popoarele supuse. (Victor Cherikover)
Ea a provocat în anul 166 î.Hr. răscoala evreilor sub conducerea lui Matatia (Matityahu) din familia Hasmoneilor. Această revoltă a dus pe termen lung la independența provinciei Coelesyria, care cuprindea Iudeea, Samaria, și Galileea, și alte câteva regiuni adiacente, și la formarea, sub conducerea urmașilor lui Matatia, a fraților Macabei, a unui nou stat evreiesc independent.

### Campania în est. Ultimii ani
Regele Mitridate I al Partiei a profitat de problemele vestice ale lui Antioh pentru a ataca imperiul seleucid din est. În anul 167 î.Hr. el a cucerit Heratul (Alexandria) și a pus obstacole în calea comerțului grecesc spre India. 
Antioh era conștient de importanța primejdiei din est, dar nu voia sa piardă controlul în Iudeea.  El a trimis un comandant numit Lysias cu sarcina de a negocia cu Macabeii 
În acest timp Antioh a întreprins o campanie militară (Anabasis) în est în așa numitele „satrapii de sus” pentru a le recuceri de la parți și de la greco-bactrieni.  A reușit să 
recupereze Armenia. S-a dovedit lipsit de scrupule și față de propriile credințe politeiste, atunci când pentru a-și reumple visteria a plănuit jefuirea unui templu dedicat lui Artemis din zona Elymais.  Nu a izbutit însă să înfrângă rezistența localnicilor și a murit subit de o boală în 164 î.Hr. 
Absența sa din Siria a fost exploatată în Iudeea de Iuda Macabeul, fiu al lui Matatia, care în 164 î.Hr. a ridicat steagul revoltei, a eliberat Ierusalimul si a restabilit cultul iudaic în Templu. 
După așa numita Carte (Sul) al lui Antioh (Meghilat Antiochus), cand Antioh a auzit ca oastea sa a fost infranta in Iudeea, el s-a urcat la puntea unui vas si a fugit spre orasele de pe coasta Mediteranei. Când a coborât pe țărm ar fi asistat la  răscoala supușilor lui care îl făceau de „fugar”  și s-a sinucis aruncându-se în mare.
În Cartea a II-a a Macabeilor moartea sa este descrisă astfel:
„Iar Atotputernicul Domnul Dumnezeul lui Israel l-a lovit cu rană nevindecată și nevăzută, căci, cum a sfârsit cuvântul, l-a apucat nesuferită durere în pântece și amare chinuri ale celor dinlăuntrul lui.
Și suferea pe bună dreptate, căci el cu multe și neauzite munci a chinuit cele dinlăuntru ale altora, iar el nicidecum n-a încetat de la semeția sa.
Ci încă și de trufie era plin, de mânie foc suflând asupra Evreilor și, poruncind să grăbească cu mergerea, s-a întâmplat de a căzut din carul care mergea tare și căzătura fiind grea, toate mădularele trupului s-au zdruncinat”
  (Macabei II, 9, 5-7)
Cercetătorii sunt de părere că în viziunea apocaliptică a celor patru animale din Cartea lui Daniel 7,8, Antioh este cel reprezentat alegoric prin „Fiara cea mică”

## Familia și urmașii
Antioh a fost căsătorit cu o fiică a tatălui său, Antioh al III-lea, deci soră pe jumătate a sa, Laodice (Laodike), care era și văduva fratelui său, Seleucos al IV-lea, și era soră de la ambii părinți ai fratelui lor mai mare, Antioh,  
De la ea Antioh al IV-lea a avut trei copii:
- Antioh al V-lea Eupator (172-162 î.Hr)
- Laodice (Laodike) (asasinată în 115 î.Hr) soție a regelui Pontului, Mitridate al V-leahttps://www.britannica.com/biography/Antiochus-IV-Epiphanes
- Nysa, căsătorită în 172/171 î.Hr. cu Farnace (Pharnakes) I, regele Pontului

Regele seleucid Alexandru I Balas susținea că ar fi fost fiul său nelegitim.